# Очеретянка китайська

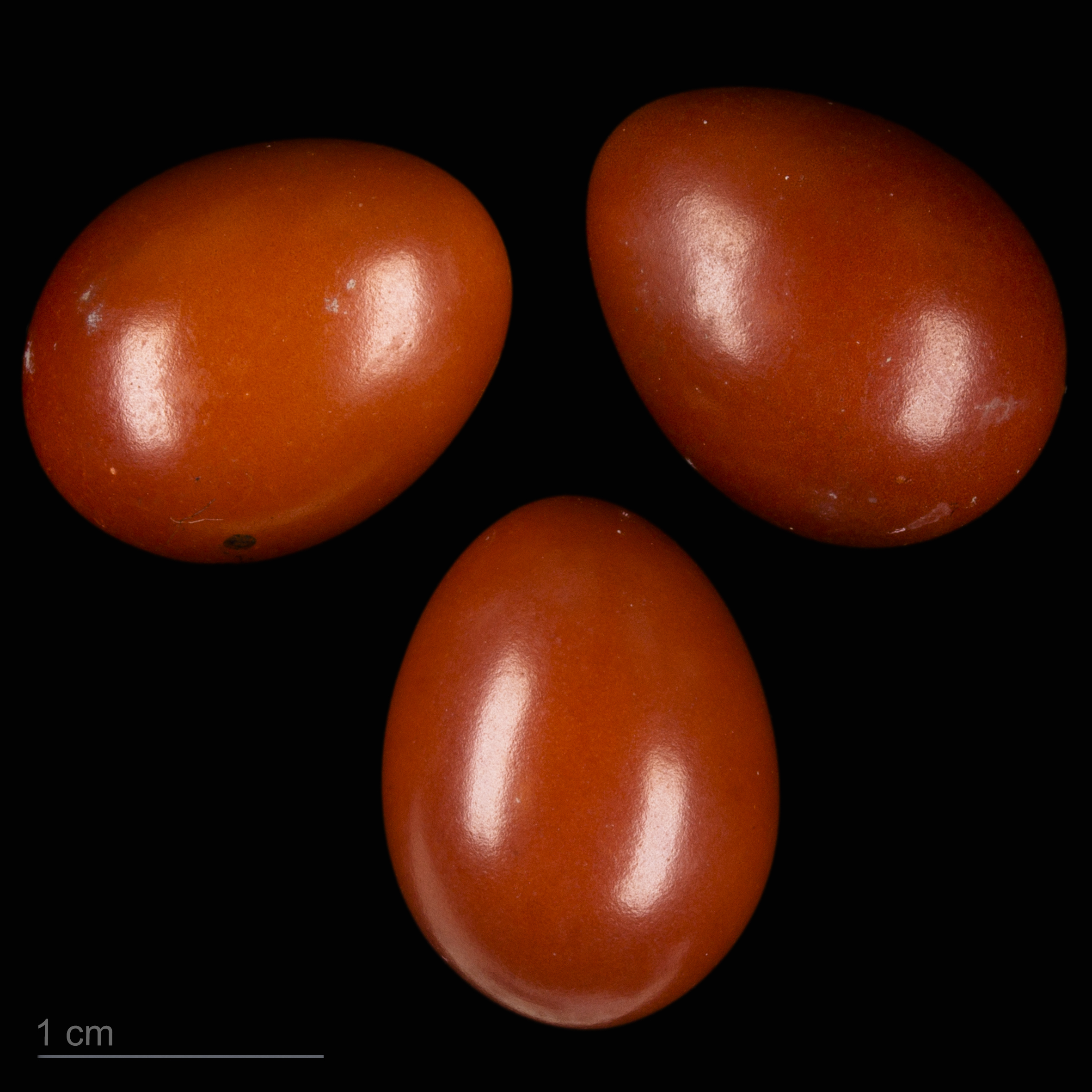
яйце Horornis diphone cantans - Тулузький музей

Очеретянка китайська (Horornis diphone) — вид горобцеподібних птахів родини Cettiidae.

## Поширення
Птах гніздиться в Японії, Сахаліні, Кореї та Китаї. Китайський підвид Horornis diphone canturians часто виділяють в окремий вид.

## Опис
Дрібний птах, завдовжки 15,5 см. Верхня частина оливково-коричнева, нижня частина сіра. Забарвлення оперення сірувато-бурого кольору. Це дуже потайливий птах. Зазвичай її можна спостерігати лише навесні, до того, як на деревах з'являється листя.

## Спосіб життя
Мешкає у лісистих районах. Полює на дрібних комах.

## Підвиди
- Horornis diphone riukiuensis Kuroda, 1925 — трапляється на півдні Сахаліну та в південній частині Курильських островів.
- Horornis diphone cantans (Temminck & Schlegel, 1847) — трапляється в центральній та південній частинах Японії та на півночі островів Рюкю.
- Horornis diphone restrictus Kuroda, 1923 — широко поширений на островах Дайто і, можливо, у південній частині островів Рюкю.
- Horornis diphone diphone (Kittlitz, 1830) — трапляється на островах Ідзу, Бонінських островах та Кадзан.
- Horornis diphone canturians (Swinhoe, 1860) — поширений в центральній частині східного Китаю..